# Adiri
Adiri és un tret extens i brillant en albedo de la superfície de la lluna de Saturn Tità. El nom li fou donat en referència al paradís de la mitologia melanesiana. Està localitzat a l'oest d'una regió fosca i extensa de Shangri-la.
Adiri és una regió de terres altes i presenta canals de drenatge. La sonda Hyugens aterrà a la plana just enfront de la "costa" nord-oest d'Adiri l'any 2005.